# Шишівка (Воронезька область)
Шишівка (рос. Шишовка) — село у Бобровському районі Воронезької області Російської Федерації.
Населення становить 1153 особи. Входить до складу муніципального утворення Шишовське сільське поселення.

## Історія
Населений пункт розташований у межах українського історико-культурного регіону Східної Слобожанщини. Від 1928 року належить до Бобровського району, спочатку в складі Центрально-Чорноземної області, а від 1934 року — Воронезької області.
Згідно із законом від 15 жовтня 2004 року входить до складу муніципального утворення Шишовське сільське поселення.

## Населення
| 2000  | 2005  | 2010  | 2012  | 2013  | 2014  | 2015  |
| ----- | ----- | ----- | ----- | ----- | ----- | ----- |
| 1368  | ↘1269 | ↘1186 | ↘1159 | ↘1126 | ↗1136 | ↗1175 |
| 2016  | 2017  | 2018  |       |       |       |       |
| ↗1215 | ↘1188 | ↘1153 |       |       |       |       |